# پاله‌مائویا
پاله‌مائویا (به لاتین: Pallemaoya) یک منطقهٔ مسکونی در سری‌لانکا است که در استان مرکزی (سری‌لانکا) واقع شده‌است.